# Los chicos de la Vía Panisperna

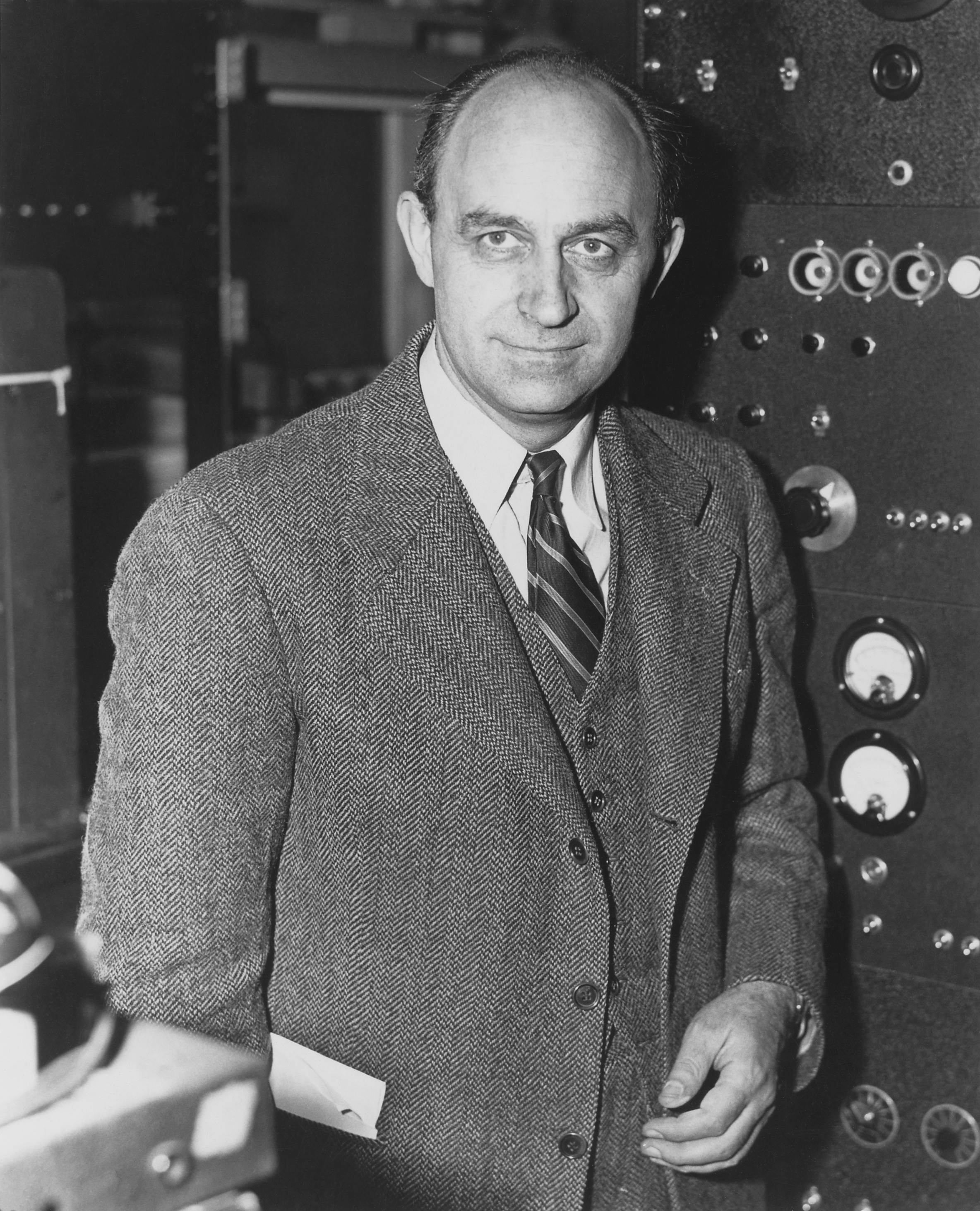
Enrico Fermi, líder de Los chicos de la Vía Panisperna

Los chicos de la Vía Panisperna (en italiano, I ragazzi di Via Panisperna) fueron un grupo de jóvenes científicos liderados por Enrico Fermi. En 1934, en Roma, realizaron el famoso descubrimiento de los neutrones lentos que abrió las puertas a la construcción del reactor nuclear y, posteriormente, de la bomba atómica. El apodo del grupo deriva del nombre de la calle donde se encontraba el Departamento de Física de la Universidad de La Sapienza en Roma. La calle tomaba su nombre del monasterio de San Lorenzo en Panisperna que se encuentra en la vecindad. 
Además de Fermi, los otros miembros del grupo eran: Edoardo Amaldi, Oscar D'Agostino, Ettore Majorana, Bruno Pontecorvo, Franco Rasetti y Emilio Segrè. Todos ellos eran físicos, a excepción de D'Agostino, que era químico.
El grupo surgió bajo la supervisión de Orso Mario Corbino, físico, ministro, senador y director del Instituto de física en la Vía Panisperna, quien reconoció las cualidades de Enrico Fermi, designándolo en 1926 e instituyendo para él la primera Cátedra de Física Teórica en Italia. Desde 1929, Fermi y Corbino se dedicaron a la transformación del instituto en un centro de investigación moderno.
La primera versión de su laboratorio de investigación estuvo especialmente dedicada a la espectroscopia atómica y molecular; posteriormente, se centraron en los estudios experimentales del núcleo atómico. Entre sus líneas de investigación estuvo el bombardeo de varias sustancias con neutrones, obtenidos irradiando berilio con partículas alfa emitidas por radón, un gas fuertemente radiactivo que emite un alto número de elementos radiactivos. En la parte teórica, el trabajo de Majorana y Fermi permitió entender la estructura del núcleo atómico y las fuerzas que actúan en él, conocidas comúnmente como Majorana Forces. En 1933 y 1934 publicaron la fundamental teoría de la desintegración beta.
En 1938, a causa de las leyes raciales del Fascismo y de la inminencia de la Segunda Guerra Mundial, el grupo se disolvió y la mayor parte de sus miembros emigraron. Solo Edoardo Amaldi permaneció en Italia, contribuyendo a la fundación del CERN, de la Agencia Espacial Europea y del Instituto Nacional de Física Nuclear de Frascati durante la reconstrucción de la física italiana en la posguerra.
El director Gianni Amelio ha contado su historia en una película.
El edificio en la Vía Panisperna está hoy incluido en el complejo de la Viminal, en la homónima colina romana donde se encuentra el Ministerio del Interior. En un futuro cercano, el edificio albergará un centro para la investigación y un museo de física con el nombre de Enrico Fermi.